# 洛科阿勒-芒东
洛科阿勒-芒东（法語：Locoal-Mendon，法語發音：[lɔkwal mɛ̃dɔ̃]）是法国莫尔比昂省的一个市镇，属于洛里昂区。该市镇于1811年由原市镇洛科阿勒（Locoal）和芒东（Mendon）合并而成。

## 地理
洛科阿勒-芒东（47°42'42"N, 3°6'18"W）面积39.97 平方千米，位于法国布列塔尼大區莫尔比昂省，该省份为法国西北部沿海省份，位于布列塔尼半岛南部，北起阿摩尔滨海省、西接菲尼斯泰尔省，南濒大西洋，东南接大西洋卢瓦尔省，东临伊勒-维莱讷省。
与洛科阿勒-芒东接壤的市镇（或旧市镇、城区）包括：朗多勒、布雷克、普莱梅勒、埃尔德旺、贝尔兹、普卢伊内克、圣埃莱娜、诺斯唐。
洛科阿勒-芒东的时区为UTC+01:00、UTC+02:00（夏令时）。

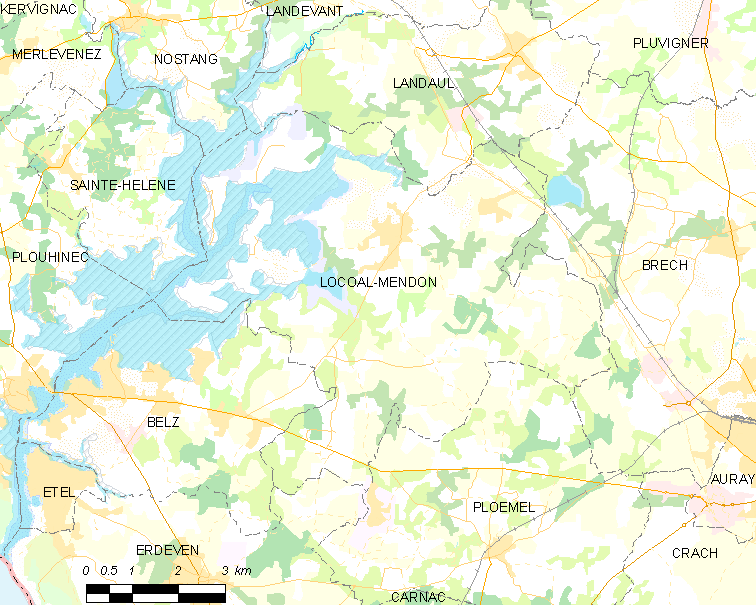
洛科阿勒-芒东的OSM定位图

## 行政
洛科阿勒-芒东的邮政编码为56550，INSEE市镇编码为56119。

## 政治
洛科阿勒-芒东所属的省级选区为基伯龙县。

## 人口

1962-2008年间洛科阿勒-芒东人口变化图示

洛科阿勒-芒东于2022年1月1日时的人口数量为3529人。